# Herculis 2009
L'Herculis 2009 è stata l'edizione 2009 del meeting di atletica leggera Herculis e si è svolta dalle 19:30 alle 22:30 UTC+2 del 28 luglio 2009, allo Stadio Louis II del Principato di Monaco davanti a 15.169 spettatori e con il collegamento televisivo in più di 44 paesi.. Il meeting è stato la quarta tappa del Super Grand Prix e la quindicesima dello IAAF World Athletics Tour 2009.

## Programma
Il meeting ha visto lo svolgimento di 18 specialità, 10 maschili e 8 femminili.
| #  | Orario | Specialità       |
| -- | ------ | ---------------- |
| 1  | 19:35  | Salto con l'asta |
| 2  | 20:30  | 400 m hs         |
| 3  | 20:40  | 1500 m           |
| 4  | 21:00  | 800 m            |
| 5  | 21:05  | Salto in lungo   |
| 6  | 21:10  | 400 m            |
| 7  | 21:45  | 110 m hs         |
| 8  | 21:55  | 3000 m           |
| 9  | 22:10  | 100 m            |
| 10 | 22:30  | 3000 m siepi     |

| # | Orario | Specialità             |
| - | ------ | ---------------------- |
| 1 | 19:30  | Salto triplo           |
| 2 | 20:20  | 400 m hs               |
| 3 | 20:35  | Salto in alto          |
| 4 | 20:50  | Lancio del giavellotto |
| 5 | 20:50  | 100 m hs               |
| 6 | 21:20  | 100 m                  |
| 7 | 21:30  | 800 m                  |
| 8 | 22:20  | 1500 m                 |

## Risultati
Di seguito i primi tre classificati di ogni specialità.

### Uomini
| Specialità       | 1º classificato      | Prestazione | 2º classificato       | Prestazione | 3º classificato   | Prestazione |
| 100 m            | Churandy Martina     | 10.07       | Darvis Patton         | 10.08       | Monzavous Edwards | 10.12       |
| 400 m            | LaShawn Merritt      | 44.73       | David Neville         | 45.26       | David Gillick     | 45.34       |
| 800 m            | Abubaker Kaki        | 1'43.50     | Yuriy Borzakovskiy    | 1'43"58     | Nick Symmonds     | 1'43.83     |
| 1500 m           | Mehdi Baala          | 3'30.96     | Antar Zerguelaïne     | 3'31.21     | Abdalaati Iguider | 3'31.47     |
| 3000 m           | Moses Ndiema Kipsiro | 7'30.95     | Silas Kipruto         | 7'32.52     | Sammy Alex Mutahi | 7'33.02     |
| 3000 m siepi     | Tareq Mubarak Taher  | 8'07.24     | Michael Kipyego       | 8'08.48     | Ruben Ramolefi    | 8'11.63     |
| 110 m hs         | Dayron Robles        | 13.06       | Joel Brown            | 13.34       | Dwight Thomas     | 13.36       |
| 400 m hs         | L.J. van Zyl         | 47.94       | Bershawn Jackson      | 47.98       | Danny McFarlane   | 48.13       |
| Salto con l'asta | Renaud Lavillenie    | 5.88 m      | Brad Walker           | 5.80 m      | Romain Mesnil     | 5.80 m      |
| Salto in lungo   | Godfrey Mokoena      | 8.28 m      | Christopher Tomlinson | 8.11 m      | Salim Sdiri       | 8.02 m      |

### Donne
| Specialità             | 1ª classificata    | Prestazione | 2ª classificata          | Prestazione | 3ª classificata         | Prestazione |
| 100 m                  | Shelly-Ann Fraser  | 10.91       | Debbie Ferguson-McKenzie | 10.97       | Veronica Campbell-Brown | 11.03       |
| 800 m                  | Maggie Vessey      | 1'57.84     | Mariya Savinova          | 1'58.39     | Jennifer Meadows        | 1'58.63     |
| 1500 m                 | Maryam Yusuf Jamal | 3'58.83     | Gelete Burka             | 3'59.56     | Mariem Alaoui Selsouli  | 4'00.95     |
| 100 m hs               | Sally McLellan     | 12.50       | Priscilla Lopes-Schliep  | 12.54       | Lolo Jones              | 12.61       |
| 400 m hs               | Lashinda Demus     | 52.63       | Melaine Walker           | 54.20       | Josanne Lucas           | 54.21       |
| Salto in alto          | Blanka Vlašić      | 2.03 m      | Ariane Friedrich         | 2.03 m      | Anna Chicherova         | 1.95 m      |
| Salto triplo           | Yargelis Savigne   | 14.89 m     | Mabel Gay                | 14.41 m     | Tatyana Lebedeva        | 14.39 m     |
| Lancio del giavellotto | Barbora Špotáková  | 65.37 m     | Steffi Nerius            | 62.33 m     | Kathrina Molitor        | 60.31 m     |